# Gande
Gande (kinesiska: 感德) är en köping i sydöstra Kina. Den ligger i Anxi härad i staden Quanzhou i provinsen Fujian, omkring 170 kilometer sydväst om provinshuvudstaden Fuzhou. Antalet invånare är 53 293. Befolkningen består av 25 687 kvinnor och 27 606 män. Barn under 15 år utgör 19,0 %, vuxna 15-64 år 75 %, och äldre över 65 år 4,0 %.